# Hønsene
Hønsene est une île norvégienne du comté de Hordaland appartenant administrativement à Herdla.

## Description
Il s'agit de deux îlots rocheux et désertiques qui s'étendent sur environ 175 m de longueur pour une largeur approximative de 80 m.